# Christian Vande Velde
Christian Vande Velde (Lemont, 22 maggio 1976) è un ex ciclista su strada statunitense, professionista dal 1998 al 2013.

## Carriera
Figlio del membro della United States Bicycling Hall of Fame John Vande Velde, Christian diventa professionista nel 1998 nella US Postal Service.
Al Tour de France contribuisce per due volte al successo finale di Lance Armstrong e nel Tour de France 1999 detiene la maglia bianca di miglior giovane per sei tappe. Passa poi alla Liberty Seguros, nel 2004, e quindi al Team CSC nel 2005, lavorando sempre come gregario, servendo la squadra soprattutto nei tratti pianeggianti.
Con la cronometro a squadre vinta dalla sua Slipstream-Chipotle nella prima tappa del Giro d'Italia 2008 Vande Velde ha vestito la maglia rosa per un giorno: l'ultimo statunitense a riuscirvi era stato Andrew Hampsten nel 1988.
Superati i 32 anni Vandevelde si riscopre corridore da corse a tappe, e al Giro d'Italia per la prima volta figura ai primi posti negli arrivi in salita della 3ª settimana. In luglio in un Tour de France orfano di Contador, lotta per la vittoria finale giungendo 4º in classifica e dovendo rinunciare al podio per una caduta in discesa in cui perse più di 2' dai migliori.
Nel 2009 le sue prestazioni al Tour non sono al livello delle annate passate, e deve accontentarsi di un 8º posto nella generale, superato anche dal proprio compagno Wiggins (4º)
Nelle stagioni successive non riesce a ripetere le buone prestazioni nei grandi Giri, complice anche la sfortuna che lo vede ritirarsi sia al Tour 2010 che al Giro 2009 e 2010 sempre alla 3ª tappa.
Nel 2012 è al centro del caso Lance Armstrong, e testimonia contro l'ex capitano. Viene squalificato quindi per 4 mesi insieme a David Zabriskie, George Hincapie e Levi Leipheimer tutti rei confessi per l'assunzione di doping negli anni di militanza nella US Postal Service.
Al termine della stagione 2013 annuncia il ritiro dall'attività agonistica.

## Palmarès
- 1999

Classifica generale Redlands Classic
- 2006

Classifica generale Tour de Luxembourg
- 2008

2ª tappa, 2ª semitappa Circuit de la Sarthe
Classifica generale Tour of Missouri
Classifica generale USA Cycling Professional Tour
- 2009

4ª tappa Parigi-Nizza
- 2012 (Garmin-Sharp, una vittoria)

Classifica generale USA Pro Cycling Challenge

### Altri successi
- 1999

Classifica giovani Quattro giorni di Dunkerque
- 2005

Classifica scalatori Eneco Tour
- 2007

Eindhoven Team Time Trial (cronosquadre)
- 2011 (Team Garmin-Cervélo)

2ª tappa Tour de France (Les Essarts, cronosquadre)
- 2012 (Garmin-Sharp)

4ª tappa Giro d'Italia (cronosquadre)
2ª tappa Tour of Utah (cronosquadre, Miller Motorsports Park)

## Piazzamenti

### Grandi Giri
- Giro d'Italia

2005: 114º
2008: 52º
2009: ritirato (3ª tappa)
2010: ritirato (3ª tappa)
2012: 22º
2013: 110º
- Tour de France

1999: 85º
2001: ritirato
2004: 56º
2006: 24º
2007: 25º
2008: 4º
2009: 8º
2010: ritirato (3ª tappa)
2011: 17º
2013: ritirato (7ª tappa)
- Vuelta a España

2005: 31º
2007: 39º
2010: 59º